# Tonalli (nombre)
Tonalli es un nombre personal femenino y masculino de origen náhuatl cuyo significado es "calor del sol, día, destino". Su forma reverencial es Tonantzin.
La palabra tonalli es empleada como raíz de los nombres Cipáctonal ("Calor o brillo de cipaktli"; compuesto de cipaktli, lagarto; y tonalli, calor).
Tonalli se refiere usualmente a la luz solar, dando lugar al paraíso nahuatl llamado Tonacalli (calli=casa),  o casa del sol. Lugar donde guerreros y madres muertas en parto consideradas también guerreras, ayudaban a levantarse y ponerse al sol (Tonatiuh) para después de cuatro años, convertirse en colibríes.